# 格蘭特縣 (奧克拉荷馬州)
格蘭特縣（英語：Grant County）是位於美國奧克拉荷馬州北部的一個縣，北鄰堪薩斯州。面積2,599平方公里。根據美國2000年人口普查，共有人口5,144人。縣治梅德福 (Medford)。
成立於1893年9月16日，原稱L縣。縣名是紀念南北戰爭英雄、第十八任總統尤里西斯·格蘭特。